# Gianni Munari
Gianni Munari (Sassuolo, 24 giugno 1983) è un dirigente sportivo ed ex calciatore italiano, di ruolo centrocampista, osservatore del Parma.

## Caratteristiche tecniche
Ricopriva il ruolo di centrocampista incontrista duttile tatticamente, prediligeva il ruolo di mezzala destra, abile sia in fase di contenimento che di inserimento offensivo che spesso lo rendeva pericoloso sotto porta.

## Carriera

### Inizi: Sassuolo e Giulianova
Cresciuto nelle giovanili del Consolata prima e del Sassuolo (squadra della sua città) dopo, dalla stagione 2001-2002 viene inserito nella rosa della prima squadra dei Neroverdi che militano in Serie C2. La sua prima stagione lo vede schierato in 25 occasioni nelle quali realizza un gol.
La stagione seguente viene confermato dalla squadra emiliana che milita sempre in Serie C2 e anche in quest'annata gioca altre 25 partite mettendo a segno sempre 1 gol.
Nell'estate 2003 sale di categoria perché viene ceduto al Giulianova in Serie C1 dove gioca 25 partite con 3 gol del campionato 2003-2004.

### Triestina e Verona
L'anno seguente approda nel campionato di Serie B, vestendo la maglia della Triestina; con gli alabardati gioca 32 gare mettendo a segno 5 gol.
Nel settembre del 2005, dopo la prima giornata di campionato, viene acquistato dal Verona, anch'essa nel campionato cadetto; la stagione lo vede schierato in campo per 38 volte nelle quali riesce a mettere a segno 4 gol.

### Palermo e Lecce
Nell'estate 2006 è acquistato dal Palermo, in Serie A: con i siciliani disputa 2 partite in Coppa Italia e 3 in Coppa UEFA, prima che il 31 gennaio 2007, ultimo giorno del calciomercato invernale, si trasferisca al Lecce, in Serie B, nell'ambito di uno scambio di prestiti con Guillermo Giacomazzi. Nella metà di stagione in maglia giallorossa il giocatore gioca 20 partite segnando 3 gol: una doppietta contro il Frosinone (battuto 5-0) e una rete contro la Triestina.
Nell'estate 2007 viene acquistato in compartecipazione dal club leccese e nella stagione 2007-2008 è tra i giocatori più impiegati dal mister Giuseppe Papadopulo nel Lecce che guadagna la promozione in Serie A: gioca infatti 42 partite, di cui 36 da titolare.
Il 31 agosto 2008 fa il suo debutto in Serie A in Torino-Lecce (3-0); il 25 gennaio 2009, invece, mette a segno il suo primo gol e allo stesso tempo la sua prima doppietta nella massima serie, in Lecce-Torino (3-3). Colleziona 24 presenze e 4 reti nell'annata che si chiude con la retrocessione dei giallorossi in Serie B.
Nel giugno 2009 è sottoposto a un intervento chirurgico che lo costringe a rimanere inattivo per diversi mesi. Nello stesso mese il Lecce e il Palermo rinnovano la compartecipazione del giocatore. Nella stagione 2009-2010 colleziona 26 presenze mettendo a segno 6 reti, dimostrandosi protagonista della squadra che a fine stagione vince il campionato venendo promossa nuovamente in Serie A. In Salento Munari gioca due stagioni di buon livello.
Il 25 giugno 2010 viene rinnovata la compartecipazione del giocatore tra Palermo e Lecce. Nella stagione 2010-2011 gioca 34 partite di Serie A e una di Coppa Italia, risultando uno dei migliori della squadra che a fine stagione ottiene la salvezza.
Il 24 giugno 2011, alla scadenza degli accordi riguardanti le compartecipazioni, Lecce e Palermo non si accordano andando così alle buste, all'apertura delle quali, nel giorno successivo, il cartellino del giocatore risulta interamente riscattato dalla società siciliana per 391.000 euro.

### Fiorentina
Non convocato per il ritiro del Palermo, il 21 luglio 2011 viene ceduto a titolo definitivo alla Fiorentina per 800.000 euro, con cui firma un contratto triennale.
Esordisce in maglia viola il 21 agosto in Fiorentina-Cittadella (2-1) del terzo turno di Coppa Italia, entrando in campo al 37' al posto di Andrea Lazzari.

### Sampdoria
Dopo 11 presenze con la Fiorentina, il 31 gennaio 2012, ultimo giorno di calciomercato, passa a titolo definitivo alla Sampdoria, in Serie B, per un milione di euro. Debutta il 4 febbraio giocando da titolare la gara vinta in trasferta per 0-1 contro il Grosseto. Segna il suo primo gol nella vittoria esterna per 2-1 contro la Juve Stabia. Chiude la stagione giocando da titolare 16 partite nella stagione regolare e le 4 dei play-off che permettono alla squadra di ottenere la promozione in Serie A.
La stagione seguente viene confermato nella rosa della Sampdoria che disputa nuovamente il campionato di Serie A. Con i blucerchiati gioca 27 partite, di cui 13 da subentrante, e mette a segno 3 gol: contro la Roma all'Olimpico e contro Inter e Palermo a Genova.

### Parma e prestito al Watford
Il 31 luglio 2013 passa al Parma a titolo definitivo, firmando un contratto quinquennale. Debutta in maglia gialloblu nella prima partita utile, cioè il terzo turno di Coppa Italia vinta per 4-0 sul Lecce, sua ex squadra, e disputata il 17 agosto 2013, entrando al 70' al posto di Marco Parolo e segnando all'81' il terzo gol della partita.
Il 4 agosto 2014 si trasferisce in prestito alla società inglese del Watford.

### Cagliari
Il 29 luglio 2015 firma con il Cagliari un contratto di durata annuale con rinnovo automatico in caso di promozione in Serie A. A promozione avvenuta rimane a Cagliari tornando a calcare i campi della Serie A.

### Il ritorno a Parma e all'Hellas Verona
Il 16 gennaio 2017 viene acquistato a titolo definitivo dal Parma, facendo così ritorno nel club emiliano dopo tre anni, e firmando un contratto valido fino al giugno 2019. È uno dei protagonisti del doppio salto degli emiliani dalla C alla A, categoria nella quale troverà poi solo una presenza, il 27 gennaio 2019, subentrando nei minuti finali della sconfitta interna per 2-3 contro la SPAL.
Quattro giorni dopo viene acquistato in prestito per sei mesi dal Verona facendo ritorno nella società scaligera dopo oltre 12 anni.
Terminato il prestito a Verona torna a Parma, e il 14 novembre 2019, dopo un lungo periodo fermo per infortunio, decide di ritirarsi dal calcio giocato per intraprendere la carriera da Osservatore per il Parma.

## Statistiche

### Presenze e reti nei club
| Stagione             | Squadra              | Campionato           | Campionato | Campionato | Coppe nazionali | Coppe nazionali | Coppe nazionali | Coppe continentali | Coppe continentali | Coppe continentali | Altre coppe | Altre coppe | Altre coppe | Totale | Totale |
| Stagione             | Squadra              | Comp                 | Pres       | Reti       | Comp            | Pres            | Reti            | Comp               | Pres               | Reti               | Comp        | Pres        | Reti        | Pres   | Reti   |
| -------------------- | -------------------- | -------------------- | ---------- | ---------- | --------------- | --------------- | --------------- | ------------------ | ------------------ | ------------------ | ----------- | ----------- | ----------- | ------ | ------ |
| 2001-2002            | Sassuolo             | C2                   | 25         | 1          | CI-C            | 0               | 0               | -                  | -                  | -                  | -           | -           | -           | 25     | 1      |
| 2002-2003            | Sassuolo             | C2                   | 25+1       | 1          | CI-C            | 2               | 0               | -                  | -                  | -                  | -           | -           | -           | 28     | 1      |
| Totale Sassuolo      | Totale Sassuolo      | Totale Sassuolo      | 50+1       | 2          |                 | 2               | 0               |                    | -                  | -                  |             | -           | -           | 53     | 2      |
| 2003-2004            | Giulianova           | C1                   | 25         | 3          | CI-C            | 1               | 0               | -                  | -                  | -                  | -           | -           | -           | 26     | 3      |
| 2004-2005            | Triestina            | B                    | 32+2       | 5          | CI              | 3               | 1               | -                  | -                  | -                  | -           | -           | -           | 37     | 6      |
| ago. 2005            | Triestina            | B                    | 1          | 0          | CI              | 1               | 0               | -                  | -                  | -                  | -           | -           | -           | 2      | 0      |
| Totale Triestina     | Totale Triestina     | Totale Triestina     | 33+2       | 5          |                 | 4               | 1               |                    | -                  | -                  |             | -           | -           | 39     | 6      |
| ago. 2005-2006       | Verona               | B                    | 38         | 4          | CI              | 0               | 0               | -                  | -                  | -                  | -           | -           | -           | 38     | 4      |
| 2006-gen. 2007       | Palermo              | A                    | 0          | 0          | CI              | 2               | 0               | CU                 | 3                  | 0                  | -           | -           | -           | 5      | 0      |
| gen.-giu. 2007       | Lecce                | B                    | 20         | 3          | CI              | 0               | 0               | -                  | -                  | -                  | -           | -           | -           | 20     | 3      |
| 2007-2008            | Lecce                | B                    | 38+4       | 1          | CI              | 1               | 0               | -                  | -                  | -                  | -           | -           | -           | 43     | 1      |
| 2008-2009            | Lecce                | A                    | 25         | 4          | CI              | 1               | 0               | -                  | -                  | -                  | -           | -           | -           | 26     | 4      |
| 2009-2010            | Lecce                | B                    | 26         | 6          | CI              | 0               | 0               | -                  | -                  | -                  | -           | -           | -           | 26     | 6      |
| 2010-2011            | Lecce                | A                    | 34         | 2          | CI              | 1               | 0               | -                  | -                  | -                  | -           | -           | -           | 35     | 2      |
| Totale Lecce         | Totale Lecce         | Totale Lecce         | 143+4      | 17         |                 | 3               | 0               |                    | -                  | -                  |             | -           | -           | 150    | 17     |
| 2011-gen. 2012       | Fiorentina           | A                    | 11         | 0          | CI              | 2               | 0               | -                  | -                  | -                  | -           | -           | -           | 13     | 0      |
| gen.-giu. 2012       | Sampdoria            | B                    | 16+4       | 1          | CI              | 0               | 0               | -                  | -                  | -                  | -           | -           | -           | 20     | 1      |
| 2012-2013            | Sampdoria            | A                    | 27         | 3          | CI              | 1               | 0               | -                  | -                  | -                  | -           | -           | -           | 28     | 3      |
| Totale Sampdoria     | Totale Sampdoria     | Totale Sampdoria     | 43+4       | 4          |                 | 1               | 0               |                    | -                  | -                  |             | -           | -           | 48     | 4      |
| 2013-2014            | Parma                | A                    | 11         | 0          | CI              | 2               | 1               | -                  | -                  | -                  | -           | -           | -           | 13     | 1      |
| 2014-2015            | Watford              | FLC                  | 28         | 3          | FACup+CdL       | 1+2             | 0               | -                  | -                  | -                  | -           | -           | -           | 31     | 3      |
| 2015-2016            | Cagliari             | B                    | 20         | 3          | CI              | 1               | 0               | -                  | -                  | -                  | -           | -           | -           | 21     | 3      |
| 2016-gen. 2017       | Cagliari             | A                    | 11         | 0          | CI              | 1               | 0               | -                  | -                  | -                  | -           | -           | -           | 12     | 0      |
| Totale Cagliari      | Totale Cagliari      | Totale Cagliari      | 31         | 3          |                 | 2               | 0               |                    | -                  | -                  |             | -           | -           | 33     | 3      |
| gen.-giu. 2017       | Parma                | LP                   | 12+6       | 3          | CI-LP           | 0               | 0               | -                  | -                  | -                  | -           | -           | -           | 18     | 3      |
| 2017-2018            | Parma                | B                    | 27         | 1          | CI              | 1               | 0               | -                  | -                  | -                  | -           | -           | -           | 28     | 1      |
| 2018-gen. 2019       | Parma                | A                    | 1          | 0          | CI              | 0               | 0               | -                  | -                  | -                  | -           | -           | -           | 1      | 0      |
| Totale Parma         | Totale Parma         | Totale Parma         | 51+6       | 4          |                 | 3               | 1               |                    | -                  | -                  |             | -           | -           | 60     | 5      |
| gen.-giu. 2019       | Verona               | B                    | 2+1        | 0          | CI              | 0               | 0               | -                  | -                  | -                  | -           | -           | -           | 3      | 0      |
| Totale Hellas Verona | Totale Hellas Verona | Totale Hellas Verona | 40+1       | 4          |                 | 0               | 0               |                    | -                  | -                  |             | -           | -           | 41     | 4      |
| Totale carriera      | Totale carriera      | Totale carriera      | 455+18     | 44         |                 | 23              | 2               |                    | 3                  | 0                  |             | -           | -           | 499    | 46     |

## Palmarès
- Campionato italiano di Serie B: 2

Lecce: 2009-2010
Cagliari: 2015-2016